# Elisabeth Andreassen
Elisabeth Gunilla Andreassen, ook wel bekend als Bettan (Göteborg, 28 maart 1958) is een Noors-Zweedse zangeres. Ze is muzikaal actief in met name musicals, schlagers en countrymuziek, en deed enkele malen aan het Eurovisiesongfestival mee.

## Biografie
Andreassen ondernam zowel in Zweden als in Noorwegen pogingen om mee te doen aan het Eurovisiesongfestival. Bij elkaar deed ze twaalf pogingen; in Zweden lukte het één keer en in Noorwegen drie keer.
Haar eerste poging was in 1981 voor Zweden toen ze bij de pop en countrygroep Chips zong, samen met Kikki Danielsson. De groep eindigde tweede. Een jaar later verliet Lasse Holm de groep en bleef ze met Kikki Danielsson over. Ze wonnen de Zweedse preselectie, Melodifestivalen, met Dag efter dag en eindigden achtste op het songfestival. Twee jaar later waagde Andreassen solo haar kans, ditmaal zonder succes. Van de tien plaatsen werden alleen de eerste vijf bekendgemaakt, maar ze haalde de top-vijf niet.
Een jaar later was het wel raak, ditmaal voor Noorwegen waar ze samen met Hanne Krogh het duo Bobbysocks vormde. Zij wonnen het songfestival met La det swinge. Het was de eerste overwinning voor Noorwegen. Kikki Danielsson werd datzelfde jaar derde voor buurland Zweden.
In 1990 probeerde Andreassen het opnieuw in Melodifestivalen, en een zevende plaats werd haar deel. Samen met Jan Werner Danielsen trad ze in 1994 voor Noorwegen aan en haalde een zesde plaats binnen. Twee jaar later eindigde ze tweede. Hoewel het lied in de smaak viel, kreeg het geen enkele douze points.
In 1998 wilde ze nog eens voor Noorwegen meedoen, maar ditmaal kon ze de Melodi Grand Prix niet winnen en eindigde ze tweede. In 2002 deed ze samen met Kikki Danielsson en Lotta Engberg aan de Zweedse voorronde mee en eindigde derde in de ware competitie. Een jaar later waren ze vierde in de Noorse voorronde. In 2011 onderneemt ze een nieuwe poging in Zweden met het nummer Vaken i en dröm.

## Melodifestivalen (Zweedse voorronde)
1981: Chips - God morgon, 2e
1982: Chips - Dag efter dag, 1e
1984: Elisabeth Andreassen - Kärleksmagi, 6e
1990: Elisabeth Andreassen - Jag ser en stjärna falla, 7e
2000: Presentatrice, samen met nog negen andere presentatoren
2002: Kikki, Bettan & Lotta - Vem é de' du vill ha, 3e
2011: Elisabeth Andreassen - Vaken i en dröm, 8e tijdens de halve finale

## Melodi Grand Prix (Noorse voorronde)
1985: Bobbysocks - La det swinge, 1e
1992: Presentatrice, met Jahn Teigen
1994: Bettan & Jan Werner Danielsen - Duett, 1e
1996: Elisabeth Andreassen - I evighet, 1e
1998: Elisabeth Andreassen - Winds of the northern sea, 2e
2003: Kikki, Bettan & Lotta - Din hånd i min hånd, 4e
2015: Tor & Bettan - All over the world, 4e

## Eurovisiesongfestival
1982: Chips - Dag efter dag, Zweden, 8e
1985: Bobbysocks - La det swinge, Noorwegen, 1e
1994: Elisabeth Andreassen & Jan Werner - Duett, Noorwegen, 6e
1996: Elisabeth Andreassen - I evighet, Noorwegen, 2e